# رام روبرت راهیم
رام روبرت راهیم 
(به تلوگویی: Ram Robert Rahim) فیلمی محصول سال ۱۹۸۰ و به کارگردانی ویجی نیرمالا است. در این فیلم بازیگرانی همچون کریشنا
راجینیکانت، سری دوی، چاندرا موهان ایفای نقش کرده‌اند.